# Salangichthys microdon
Salangichthys microdon är en fiskart som först beskrevs av Bleeker, 1860.  Salangichthys microdon ingår i släktet Salangichthys och familjen Salangidae. Inga underarter finns listade i Catalogue of Life.